# 스타크래프트 (음료수)
스타크래프트는 지금의 CJ제일제당에서 팔았던 탄산음료로 스타크래프트를 모체로 삼았던 음료수이다. 당시엔 인기가 많았던 지금은 단종된 음료수이다.

## 맛과 종류
스타크래프트에는 총 3가지의 맛이 있으며 스타크래프트의 종족인 테란과 저그와 프로토스를 묘사하였고 뒷면엔 각종족의 유닛에 관한 설명도 있었다. 캔음료 형태로 나왔으며 테란은 상큼한 맛의 스파이시 라임 맛과 저그는 짜릿한 맛의 복합후르츠 맛에 프로토스는 신비한 맛의 블루베리 맛으로 나왔다. 당시에 인기가 많았으며 뒷면에는 각종족별의 설명도 나왔다.

## 같이 보기
- 스타크래프트
- CJ제일제당